# Slepý harfeník
Slepý harfeník (v německém originále Der blinde Harfner) je „opereta“ (singspiel) o jednom dějství českého skladatele Vojtěcha Jírovce na libreto Georga von Hofmanna, napsané podle vaudevillu Ubohá dívka (La Pauvre Fille) Michela Dieulafoye a bratří Armand a Achille d'Artois. Premiéru Slepého harfeníka uvedlo 19. prosince 1827 vídeňské Divadlo u Korutanské brány (Theater am Kärntnertor).

## Vznik a charakteristika
Skladatel Vojtěch Jírovec působil od roku 1804 do svého penzionování v roce 1827 jako kapelník opery dvorního divadla ve Vídni. V této době pro toto divadlo napsal řadu větších či menších oper a baletů; jednou z posledních oper, vzniklou v roce jeho odchodu na odpočinek, byla jednoaktová komická opera Starý harfeník.
Libreto mu napsal Georg šl. von Hofmann (1769–1845), sekretář Divadla u Korutanské brány, příležitostný libretista píšící mimo jiné pro Franze Schuberta. (Slepý harfeník byl uváděn bez jména autora textu, jeho totožnost však potvrzují některé zmínky v dobovém tisku i specializovaná literatura.) Pro Jírovce již Hofmann napsal libreta pro dvě opery: celovečerní Helenu (1816) a jednoaktové Dostaveníčko (1823). Za námět mu posloužil francouzský vaudeville Ubohá dívka, který napsal dramatik (Joseph-Marie-Armand-)Michel Dieulafoy (1762–1823), jeden z nejvýznamnějších autorů pařížského divadla Théâtre de Vaudeville počátku 19. století, společně s bratry (Françoisem-Victorem-)Armandem (1788–1867) a (Louisem-Charlesem-)Achillem (1791–1868) Dartoisovými de Bournonville, zvanými „d'Artois“. Jedním ze zajímavých rysů Hofmannovy úpravy byla změna původního slepého houslisty na harfeníka.

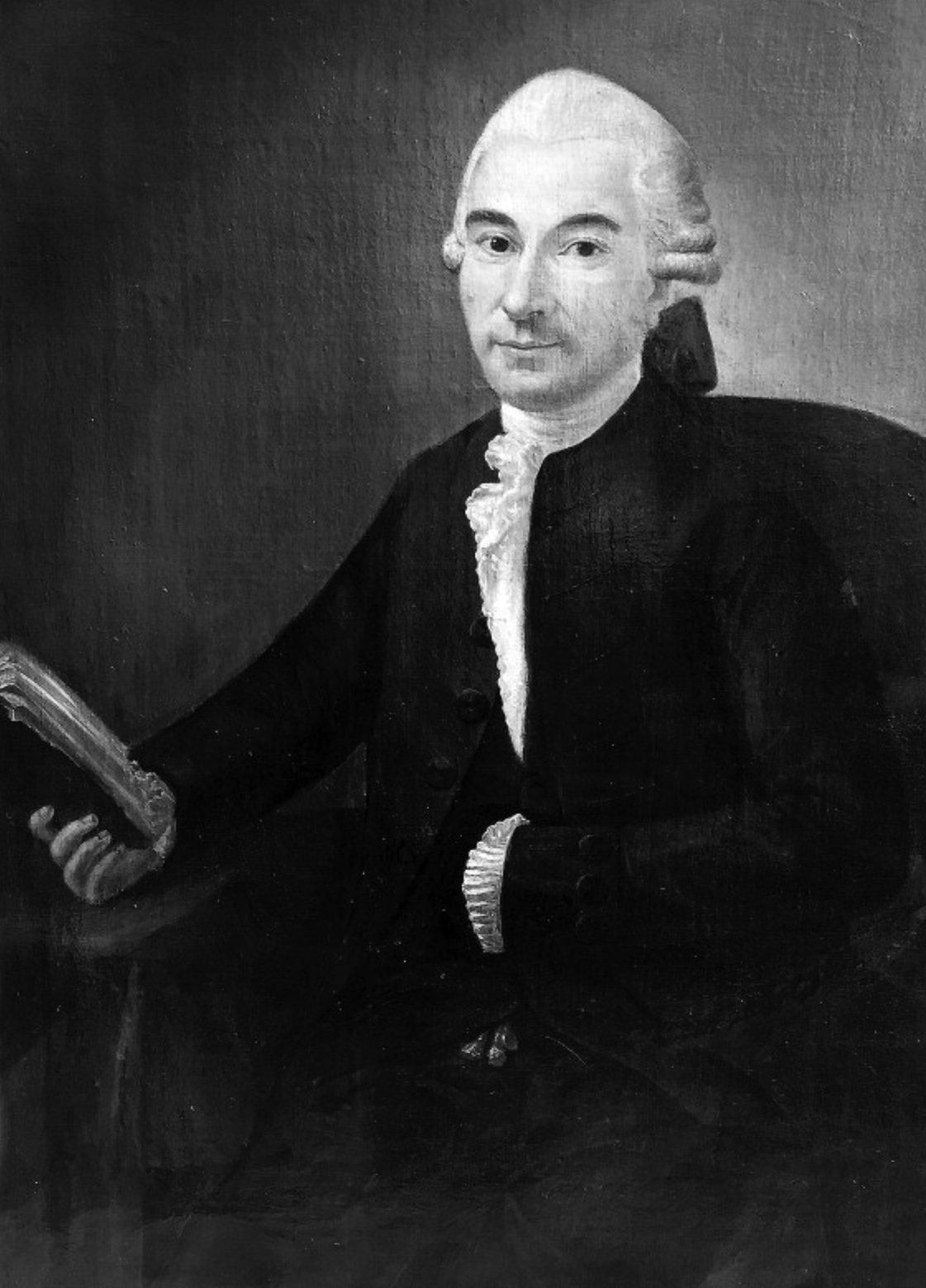
Autor námětu Slepého harfeníka, francouzský dramatik Michel Dieulafoy

Premiéra této malé opery byla provedena v předvánočním čase roku 1827 jako skladatelova benefice a tiskový ohlas svědčí nejen o díle samotném, ale i o úctě k odcházejícímu zasloužilému kapelníkovi. Například vídeňský časopis Allgemeine Theaterzeitung und Unterhaltungsblatt psal: „Ač to je jen opereta, ukázal tento veterán umění přesto svou neumdlévající sílu v nápaditosti i v provedení. Všechny hudební kusy jsou příjemné, originální a charakteristické. Již předehra sklidila jednohlasný a velmi živý potlesk, který korunoval všechna čísla tohoto dílka. I když se držel lehkého a nenáročného stylu, jak to obsah libreta vyžadoval, ukázal se Jírovec přece ve všem jako obratný mistr; doprovod má vždy obsah, ale bez přílišného tlaku, zajímavé proměny a bohatství bez ohromování. Na Jírovci lze dokázat, že umělec zůstává mladým tak dlouho, dokud ho Múza neopustí. […] Pan Jírovec byl na konci zaslouženě vyvoláván a zdál se, skromný jako skutečný umělec i přes své velké zásluhy o hudbu, být velmi překvapen a dojat.“

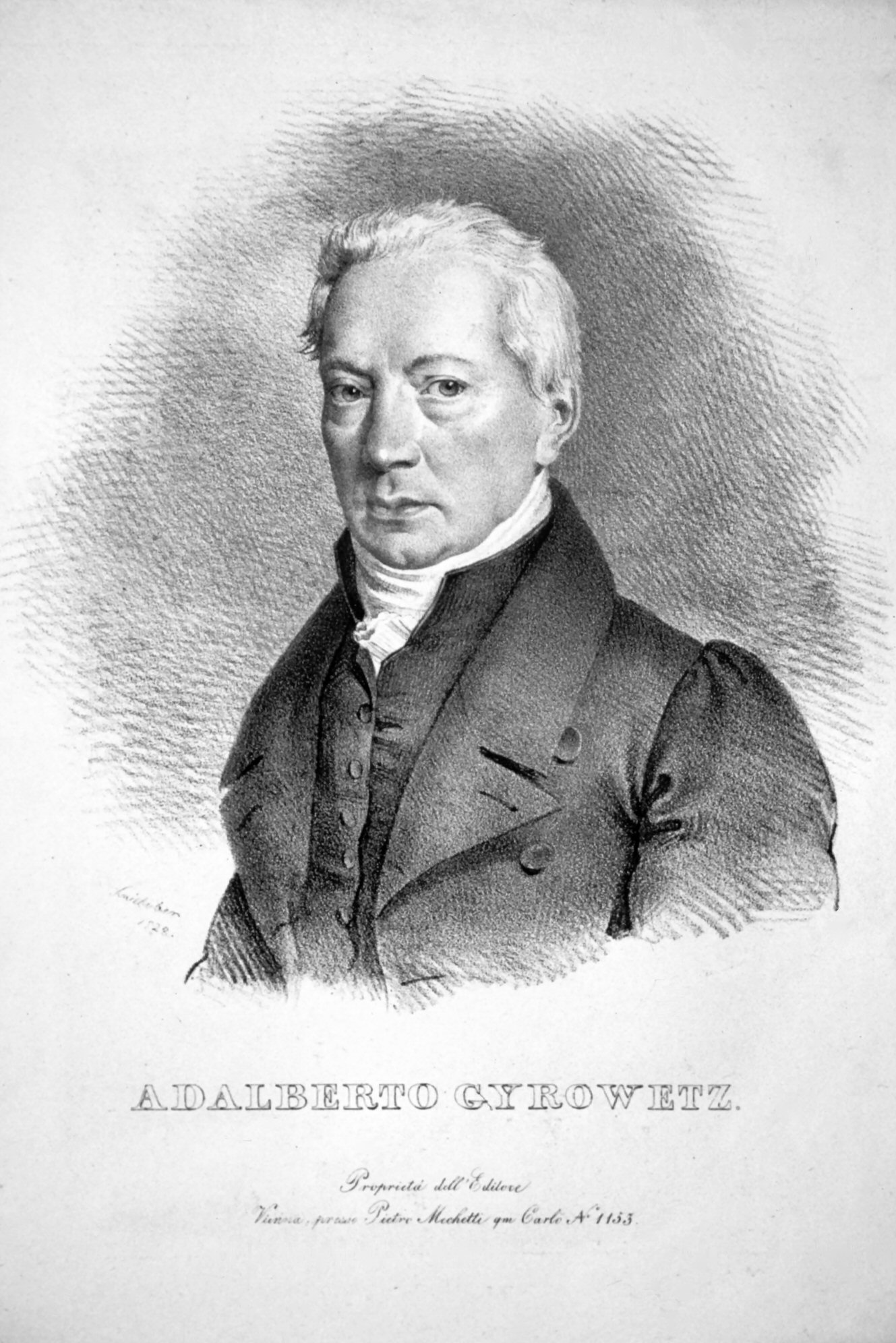
Vojtěch Jírovec, litografie Josefa Kriehubera z roku 1828

Odborný hudební tisk chválil skromněji: Revue Allgemeine musikalische Zeitung referovala, že Slepý harfeník je komponován „v [Jírovcově] lehkém, příjemném stylu, který nemá nikdy nouzi o přízeň přátel, kteří [Jírovce] na konci také vděčně vyvolávali.“ A časopis Berliner allgemeine musikalische Zeitung hodnotil tuto operu samotnou (společně s jinou Jírovcovou drobnou prací, příležitostným singspielem Narozeniny): „lehké, příjemné zboží, nenáročné jako skromná a cudná polní fialka, avšak stejně jako ona ne bez něžné vůně“.
I libreto se dočkalo chvály, což u Hofmanna bylo spíše výjimkou: podle Allgemeine Theaterzeitung bylo „galantní a veselé“ a  Morgenblatt für gebildete Stände ho nazval „talentovaným operním básníkem“. Z hereckých a pěveckých výkonů tisk především zaujalo, že ve Slepém harfeníkovi „zcela nenáročně debutovala novicka, slečna Achtenová, a vzbudila pozornost svým jadrně zdravým, zvonkově čistým a plně znějícím sopránem.“ (Karoline Achtenová, později provdaná Fischerová, 1806–1896, právě úlohou Rosy ve Slepém harfeníkovi zahájila svou kariéru úspěšné koloraturní sopranistky.) Její a skladatelovu chválu spojil ve svém referátu list Wiener Zeitschrift: Jírovec prý „touto hudbou opět prokázal, že velmi dobře umí drama svou hudební směsicí barev osvětlit a oživit a připravit zpěvákům vděčné chvíle. Předehra byla provedena ohnivě a cituplně a jak ona, tak výstup mladé zpěvačky (slečny Achtenové), jejíž milý, libozvučný a čistý sopránový hlas ihned sklidil přízeň obecenstva, naladily početně shromážděné milovníky opery k tak vřelé účasti, že žádný hudební kus nepošel bez potlesku. Hlavně se líbila romance v G dur s doprovodem harfy (tento nástroj vystupuje v předehře a v celé hudbě často obligátně), ve které slečna Achtenová svým půvabným, prostým, ale velmi dojemným zpěvem všechny nadchla.“ Velmi podobně o operetě „oblíbeného mistra“ Vídeňanů referoval kulturní časopis Der Sammler a obdivoval Jírovcovu „odedávna známou píli, melodické bohatství a nikdy neuhasínající oheň“.
V časopise Allgemeine Theaterzeitung vyšla v lednu 1828 také oslavná báseň Našemu Jírovci, po poslechu jeho operety Slepý harfeník, podepsaná Wilhelmem Sutorem (pěvec a skladatel, 1774–1828), Louisem Maurerem (skladatel, 1789–1878) a Franzem von Holbeinem (dramatik, 1779–1855).

## Inscenační historie
Přes chválu v tisku po premiéře neměla zpěvohra Slepý harfeník dlouhý scénický život. Byla dávána jen zřídka a její deváté představení 14. května 1831 bylo ve Vídni i poslední. Mimo Vídeň pak prakticky nepronikla.

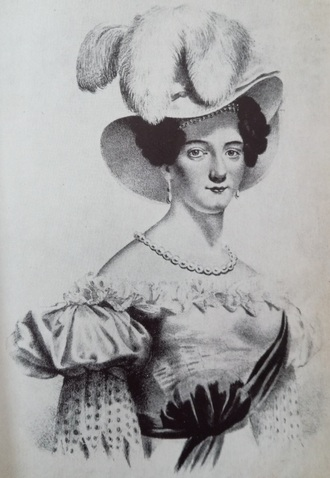
Pěvkyně Kateřina Podhorská-Kometová zpívala Rosu v české premiéře Slepého harfeníka

Výjimkou bylo nastudování v pražském Stavovském divadle v létě 1828 (9. srpna). Vojtěch Jírovec, který nikdy s pražským hudebním prostředím neztratil kontakt, přijel do Prahy toto dílko osobně dirigovat a byl přijat s velkým nadšením jako slavný krajan. Zprávy z představení o tom umožňují učinit si představu, ale na rozdíl od kritik vídeňské inscenace obsahují závažné stesky na libreto a na interpretaci, kdy primadona pražského divadla, Kateřina Podhorská, zpívala v indispozici. Takto referoval časopis Wiener Zeitschrift: „9. t. m. jsme viděli na stavovské scéně pod vedením c. k. pana dvorního kapelníka Vojtěcha Jírovce poprvé: Slepého harfeníka, operu v jednom dějství od Hoffmanna, hudba od Jírovce, a dlouhý srdečný oslavný pozdrav, kterým byl ctihodný hudební veterán přivítán při svém objevení v orchestřišti, pro něj byl krásný důkaz toho, že Pražané nezapomněli ani na udatného krajana, který jim v císařském městě udělal takovou čest, ani na uměním hýřícího tvůrce Agnes Sorel, Očního lékaře a tolika jiných milých skladeb a se skutečnou vřelou radostí ctí a uznávají jeho zásluhy. Opakování předehry bylo vyžadováno skutečnou bouří potlesku a pan Jírovec byl na konci jednohlasně vyvoláván a byl zasypáván básněmi, přestože mnohé okolnosti působily rušivě; k nim patří nejprve námět, jehož postavy jsou nemuzikální a který je na konci vyčerpán nestvůrným vyprávěním; obsazení a provedení, které nepatří v pražské opeře právě k nejšťastnějším, protože vícero rolí bylo představováno členy souboru s nedostatečným hlasem, kteří měli zčásti zpívat ta nekrásnější čísla (např. výtečný tercet mezi paní Rundovou, Schwäbelem a Streicherem); otřesná ochraptělost madam Podhorské, která vadila i při mluvení atd. Milovníci umění se těší na to, až opět uslyší operu, když bude tato statečná umělkyně opět mocna svého krásného hlasu.“ (Zmínka o básni se týkala básně, kterou údajně impromptu složil a na jeviště skladateli hodil Sebastian Willibald Schießler (1790–1867), pražský polní válečný komisař; i ona byla následně otištěna v novinách.) Saský list Abend Zeitung referoval o tom, že tato zpěvohra byla „přijata s velkou účastí. Předehra, v níž mohl skladatel pracovat samostatně, patří jistě k nejlepším hudebním kusům tohoto žánru, avšak tento operní text, který mu celkově nenabídl ani jediný šťastný okamžik, dokázal ovládnout jen natolik, že pro něj složil pár velmi hezkých čísel, jejichž počet je ostatně malý a jejichž zajímavost je poetickou složkou spíše oslabována.“ A podle časopisu Allgemeine Theaterzeitung „samotné představení bylo zdařilé a čilý zápal účinkujících svědčil o vysoké úctě k Mistrovi, pro jehož díla, sama sebe chválící, až pozdější pokolení naleznou spravedlivé ocenění.“
Z partitury byla tiskem vydána jen některá čísla v Diabelliho nakladatelství (romance Ehmals habe ich gegeben, duet pro soprán a tenor O fasse Muth, geliebte Seele).
Slepý harfeník neznamenal konec Jírovcovy tvorby pro divadlo: vídeňská dvorní opera následně uvedla ještě jeho zpěvohry Třináctý plášť a Felix a Adele a několik baletů (Francouzka a rádža, Matylda, vévodkyně spoletská, Saint-Claire aneb Psanec na ostrově Mull, Childerich, král franský, Brigittenau aneb Voják považovaný za mrtvého, Dva seržanti).

## Osoby a první obsazení

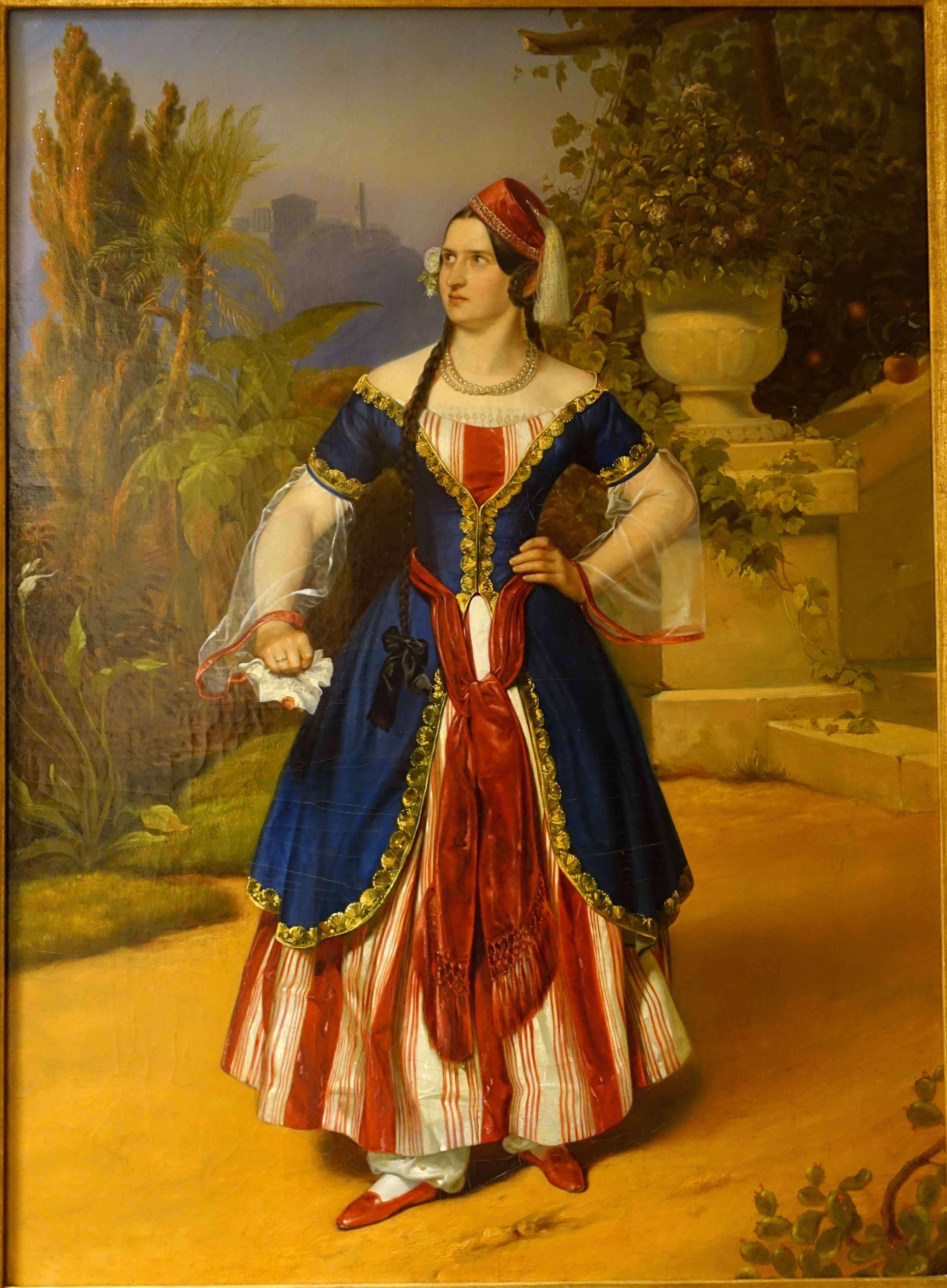
Pěvkyně Caroline Achtenová, první Rose ve Slepém harfeníkovi, zde v roli Constanze v Únosu ze serailu, malba Gustava Adolfa Barthela.

| osoba                     | hlasový obor | premiéra (19. prosinec 1827)   |
| ------------------------- | ------------ | ------------------------------ |
| Hraběnka Weltheimová      | soprán       | Anna („Nanette“) Bondra        |
| Adolph, její synovec      | tenor        | Ludwig Cramolini               |
| Thomas, starý harfeník    | bas          | Sebastian Mayer                |
| Rosa                      | soprán       | Caroline Fischer (roz. Achten) |
| Schwebel (Schwäbel)       | bas          | Josef Preisinger               |
| Paní Rundová              | alt          | Karl                           |
| Streicher                 | tenor        | Joseph Gottdank                |
| Dirigent: Vojtěch Jírovec |              |                                |

## Děj opery

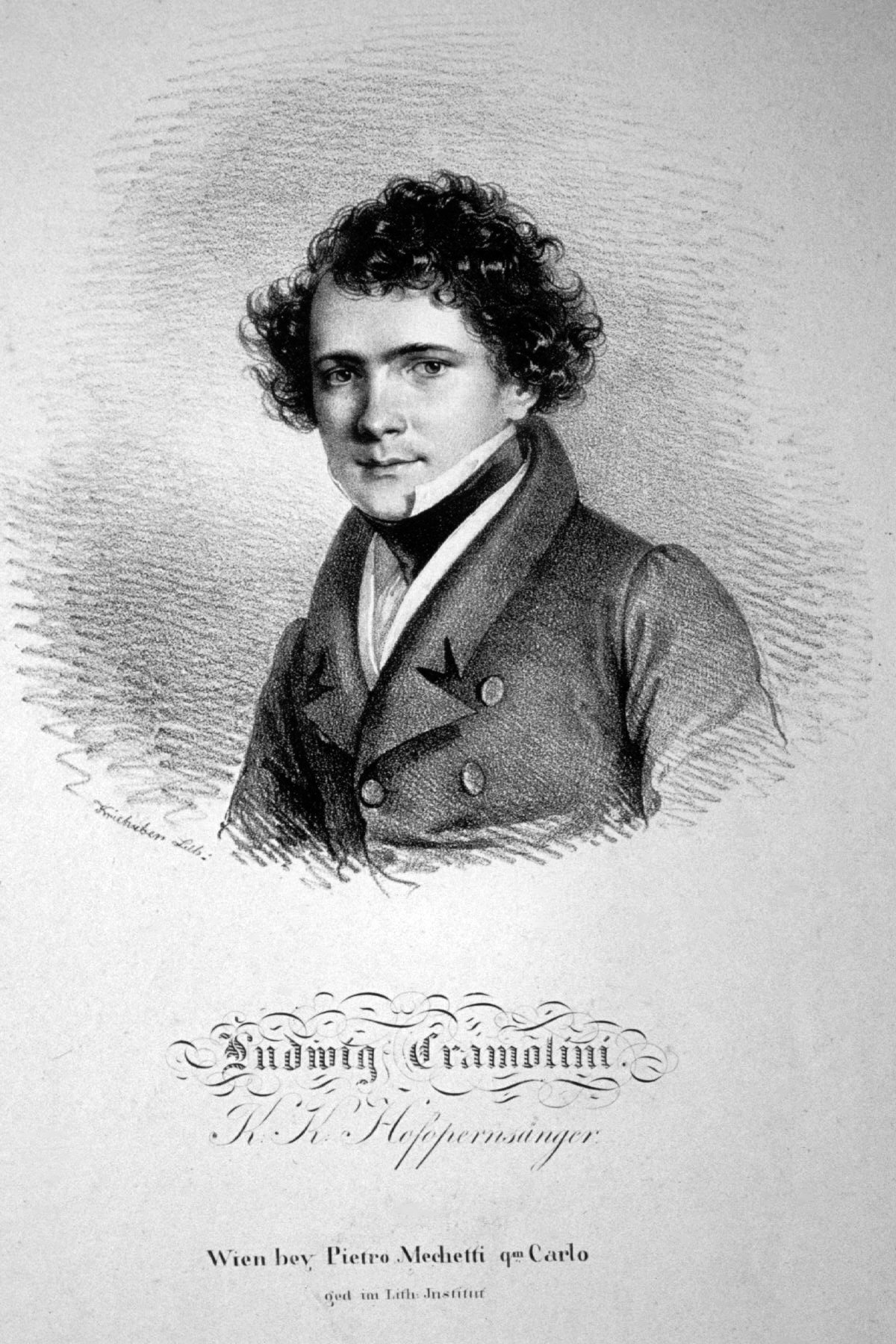
Tenorista Ludwig Cramolini, první představitel Adolpha ve Slepém harfeníkovi, litografie Josefa Kriehubera přibližně z roku 1826

Ve vsi se chystá svatba vdovce Schwäbela, teprve nedávno přistěhovalého, s bohatou hostinskou paní Rundovou. Vesnice se pod vedením místního všeuměla, holiče Streichera, časně ráno shromáždila, aby nevěstu a ženicha vzbudili a odvedli k oltáři. Náhodně přichází hraběnka Weltheimová, jež se teprve před několika dny přistěhovala na zámek s úmyslem se zde usadit a přivezla i svého synovce Adolpha. Lidé ji uctivě vítají. Hraběnka pojala úmysl věnovat se na svém panství dobročinnosti a Streicher se jí ihned nabízí, že pro ni povede seznam potřebných (se sebou na prvním místě). Upozorňuje hraběnku na chaloupku, v níž bydlí starý slepý harfeník s děvčetem-nalezencem, které se o něj stará. To hraběnku zajímá, ale Adolph se snaží její pozornost odvést jinam.
Snoubenci jsou konečně vypraveni; ženich právě obdarovává nevěstu nádherným náhrdelníkem po své nebožce první ženě. Vesnice pár provází do kostela. – Mezitím se vrací harfeník Thomas se svou schovankou Rosou. Chtěli si vydělat ve vedlejší vesnici, ale nepořídili. Rose Thomase utěšuje. Přichází pasák koz, který se s Rosou již pár týdnů vídá (je to Adolph v přestrojení). Přináší slepci a Rose nějaké jídlo a pití a při hovoru se dozvídá, že když Thomasovi ještě sloužil zrak, nalezl Rosu jako malé dítě s věrným psem. Když pak oslepl, pes ho vodil – a tuto úlohu převzala po psově smrti Rose. – Poté přichází za harfeníkem Streicher a nabízí mu výhodný obchod: zapíše ho na hraběnčin dobročinný seznam, pokud mu Thomas „svěří výchovu“ své schovanky. Harfeník i sama Rose tuto necudnou nabídku jednoznačně odmítají a Streicher odchází uražen.
Vracejí se svatebčané a na návsi se tančí. Podle tradice všichni tančí s příbuznými, to znamená, že Rose zůstává sedět. Thomas jí proto následně chce zlepšit náladu tím, že ji slovními pokyny učí tancovat a hraje jí k tomu. A protože nevidí, ujde mu, že dívka netančí sama, nýbrž že se k ní přitočil Adolph a tancují spolu. Streicher svolává vesnici a poukazuje na údajnou dívčinu nemravnost (zvláště když Adolphe zmizí, jakmile spatří svou tetu). Dokonce i harfeník jí její chování vyčítá.
Hraběnka si mezitím povšimne nevěstina náhrdelníku a vyptává se po jeho původu. Schwäbel prozradí, že ho získala jeho první žena, když jí byly do péče naléhavě svěřeny dítě a pes; jenže oba unesli cikáni a manželka tento žal nepřežila. Hraběnka je dojata; byla to ona, kdo musel rychle opustit zemi, a ona zanechala svou dcerku v péči paní Schwäbelové. Tu se přihlásí Thomas se svou historií, již dokládá obojkem, a hraběnka zjišťuje, že Rose je její ztracená dcera. A protože už mezitím slíbila své dědictví synovci Adolphovi, hned s ním Rosu zasnubuje a slepému harfeníkovi hodlá prokázat svou vděčnost. Všichni se radují nad šťastným shledáním.